# Arturo Campos (futbolista)
Geovanni Arturo Campos Villalobos (San Ramón, 14 de diciembre de 1995) es un futbolista costarricense, se desempeña como delantero centro y su equipo actual es el Club Sport Cartaginés de la Primera División de Costa Rica.

## Trayectoria
Realizó todas sus ligas menores en la Liga Deportiva Alajuelense, club que lo envió a préstamo al Santos de Guápiles y Asociación Deportiva COFUTPA entre 2016 y 2018, año en que finiquitan su contrato y luego ficha por Guadalupe Fútbol Club. Luego de pasar 2 años en el equipo capitalino ficha por el Club Sport Herediano en noviembre de 2019 y el cuadro rojiamarillo lo deja un torneo más en su antiguo club. Finalmente, se confirma su llegada al Club Sport Herediano en julio de 2020. Para junio del 2021, sale cedido al Club Sport Cartaginés, donde llegó por un período de un año, en el que se convirtió en el jugador clave del equipo, tras anotar el gol de la victoria en la Gran Final del Torneo de Clausura 2022, el cual dio fin a una sequía de títulos de casi 82 años por parte del Club Sport Cartaginés.

## Clubes
| Club                         | País       | Año         |
| ---------------------------- | ---------- | ----------- |
| Liga Deportiva Alajuelense   | Costa Rica | 2015        |
| Santos de Guápiles           | Costa Rica | 2016        |
| Liga Deportiva Alajuelense   | Costa Rica | 2016        |
| Asociación Deportiva COFUTPA | Costa Rica | 2017        |
| Guadalupe Fútbol Club        | Costa Rica | 2018        |
| Club Sport Herediano         | Costa Rica | 2019        |
| Club Sport Cartaginés        | Costa Rica | 2020 - 2022 |
| Club Sport Herediano         | Costa Rica | 2022 - 2024 |
| Club Sport Cartaginés        | Costa Rica | 2024 - act. |

## Palmarés

### Títulos nacionales
| Título                         | Club           | País       | Año  |
| ------------------------------ | -------------- | ---------- | ---- |
| Supercopa de Costa Rica        | C.S Herediano  | Costa Rica | 2020 |
| Primera División de Costa Rica | C.S Cartaginés | Costa Rica | 2022 |
| Supercopa de Costa Rica        | C.S Herediano  | Costa Rica | 2022 |